# Ludwig Ravenstein
Ludwig Ravenstein (* 1838; † 18. April 1915 in Frankfurt am Main) war ein deutscher Kartograf und Verleger.

## Leben
Ludwig Ravenstein, der jüngere Bruder von Ernst Ravenstein, übernahm 1866 Ravensteins Geographische Verlagsanstalt von seinem Vater Friedrich August Ravenstein.
Ravenstein veröffentlichte topographische Karten von Wiesbaden und des Niederwalds sowie eine Spezialkarte vom Odenwald. Er erstellte die vom Bibliographischen Institut veröffentlichte Karte von Deutschland in 12 Blättern (1:850.000) und die Karte der Ostalpen in 9 Blättern (1:250.000), ferner 1891 eine Übersichtskarte der Ostalpen in zwei Blättern (1:500.000), eine Karte der Schweizer Alpen (1:250.000) und zahlreiche Karten der mittelrheinischen Gebirgsgruppen. Von Hermann Oppermann erwarb er "Liebenows Spezialkarte von Mitteleuropa" in 164 Blättern (1:300.000), von der ab 1900 eine umgearbeitete Auflage erschien. Besonders bekannt waren daneben auch die Radfahr- und Automobilkarten des Verlags. Im Ersten Weltkrieg ließ Ravenstein Karten der verschiedenen Kriegsschauplätze erscheinen.
Nach seinem Tod übernahm sein Sohn Hans die Firma, der ihm schon seit 1899 als Teilhaber zur Seite gestanden hatte.